# Mercedes Unimog S404
Mercedes Unimog S404 — німецький арійський вантажний автомобіль з колісною формулою 4х4. 

## Історія
Розробка почалась на початку 1953 на базі моделі Unimog 411. Конструктори випробували велику кількість двигунів від 80 до 110 к.с. Вантажівка була дуже вдалою та надійною, тому експортувалась в багато країн Європи та Африки. Нині знята з озброєння німецької армії машина дуже популярна серед цивільних. Зустрічається у країнах СНД. 

## Конструкція
Кабіна вантажівки була напівкапотного типу, суцільнометалева, двомісна. Її ергономіка цілком відповідала армійському варіанту: місце водія було досить зручним, а от пасажир не мав навіть поглиблення для ніг. В більшості армійських варіантів кабіни були з брезентовим відкидним верхом на металевому каркасі, і також з відкидним лобовим склом, яке вкладалося та кріпилося на капоті. Двигун встановлювався частково під капотом, частково під кабіною. 

## Експлуатанти
- Федеративна Республіка Німеччина
- Франція
- Ангола
- Швейцарія
- Бельгія
- Нідерланди